# Война из-за ведра
«Война́ из-за дубо́вого ведра» (итал. La battaglia della secchia rapita — дословно «сражение из-за похищенного ведра») — один из вооружённых конфликтов в ходе длительного противостояния гвельфов и гибеллинов. Этот эпизод стал причиной гибели более 2000 человек и получил известность как иллюстрация человеческой воинственности, тщеславия и глупости. Противостояние произошло в 1325 году в Италии между соперничающими городами-государствами Болонья и Модена.

## Ход событий
Поводом одного из самых крупных сражений Средневековья возле итальянского замка Цапполино послужила кража деревянного дубового ведра. Средневековая Италия была разделена на множество городов-государств, боровшихся между собой за военное, политическое и экономическое превосходство. Люди, жившие в них, придерживались разных политических взглядов. Приверженцы императора Фридриха Барбароссы были гибеллинами, а те, кто придерживался иной точки зрения и считал, что на посту гаранта безопасности должен быть глава христианской церкви папа Иоанн XXII, — гвельфами. К 1330-м годам причина вражды постепенно забылась, но традиционное противостояние и разделение на два лагеря сохранились на долгие годы.
Италия переживала почти непрерывное состояние войны между многочисленными политическими группами. Политические противоречия усиливались территориальными притязаниями, возникавшими между близко расположенными городами. Такими и были города Болонья и Модена, разделённые всего 40-50 км и политическими убеждениями: большинство жителей Болоньи были за гвельфов, а жители Модены — за гибеллинов. Положение осложнялось тем, что напряжение между жителями городов на протяжении долгого времени лишь усиливалось, а постоянные стычки на пограничных территориях становились обычным делом.
К началу 1325 года число конфликтов между двумя городами увеличилось. Болонья фактически расширила свои территории, Модена стремилась вернуть их, поэтому набеги и переход сопредельных земель из рук в руки продолжались до тех пор, пока войска Модены не захватили замок Монтевельо, который был важным бастионом для обороны Болоньи. Замок Цапполино и его территория стали последним важным оплотом в обороне исторической столицы современной области Эмилия-Романья — Болоньи.

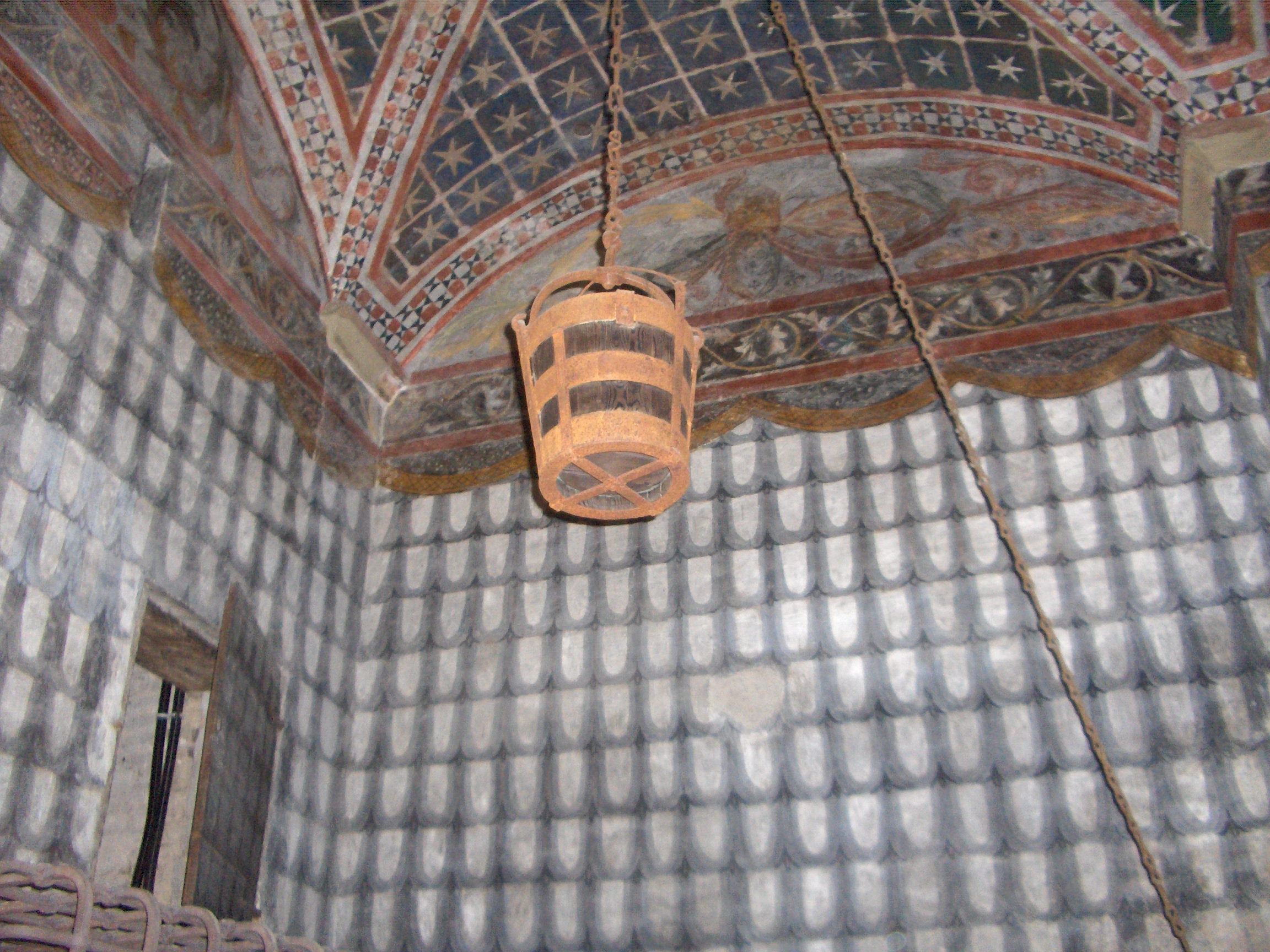
Причина сражения — дубовое ведро (копия)

В июле воины Болоньи совершили набег на фермы вблизи Модены, сожгли несколько полей перед отступлением, затем продолжали вылазки и грабежи в течение 2 недель. В сентябре войска Модены захватили болонский форт, расположенный всего в 19 км к западу от Болоньи.
Отношения между двумя городами накалились до предела, и однажды действия, совершённые небольшим отрядом из Модены, стали последней каплей в противостоянии двух городов. Пользуясь всеобщей неразберихой, несколько солдат из Модены пробрались в Болонью. В центре города рядом с воротами Сан-Феличе находился колодец, и стояло ведро. Солдаты украли ведро, а затем вернулись в свой город и с гордостью демонстрировали его там. Разъярённые горожане Болоньи потребовали возвращения ведра, не имевшего никакой исторической или иной ценности, их оскорбил сам факт его кражи. Модена отказалась, и Болонья объявила войну.

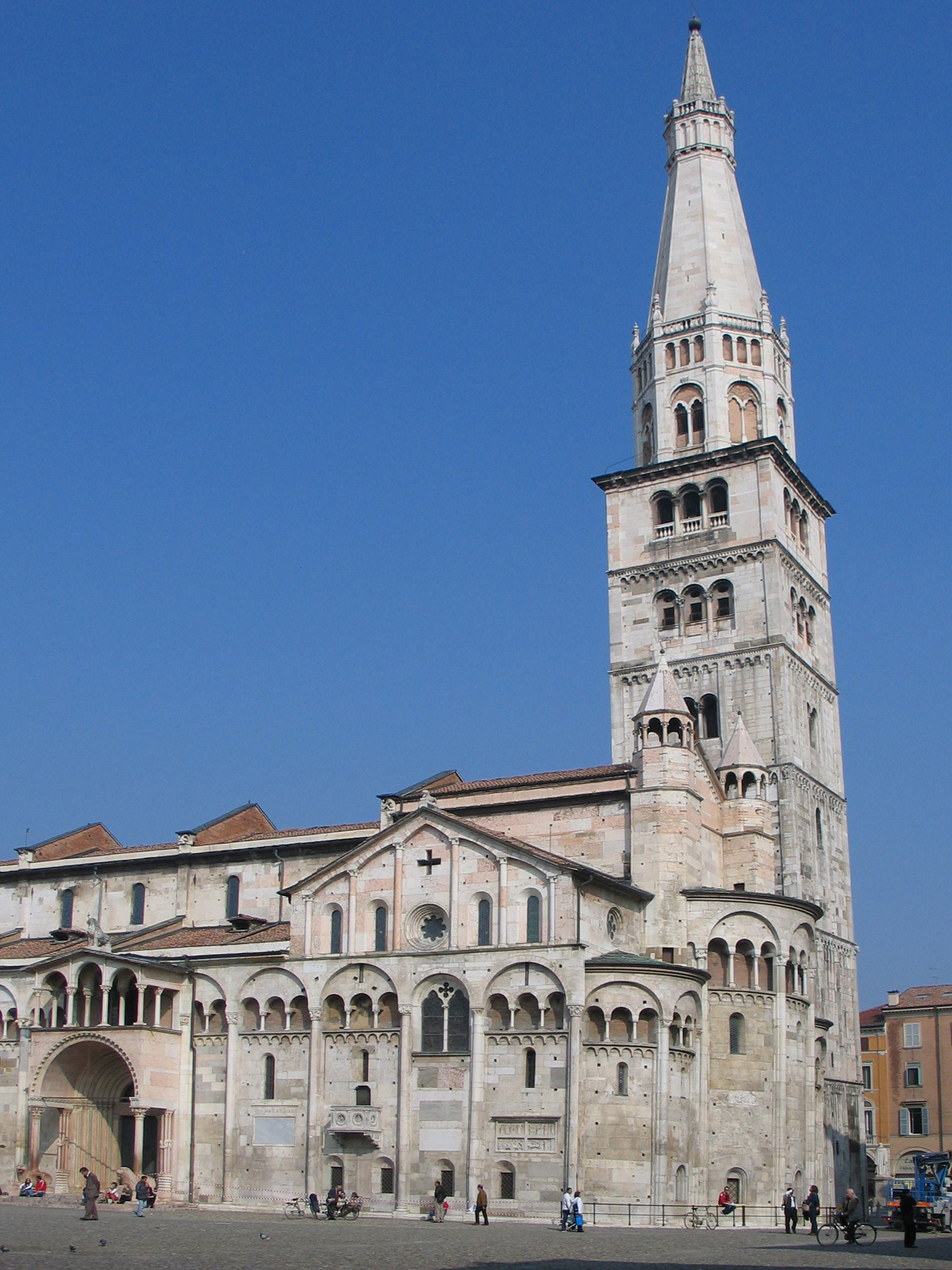
Моденский собор

Война из-за дубового ведра началась утром 15 ноября 1325 года. Сражение, которое произошло у подножия холма прямо за стенами замка, представляло собой одно из величайших сражений, имевших место в Средние века. В нём приняли участие около 35000 пехотинцев и 4000 рыцарей (сведения о количестве участников противоречивы). Сражение произошло вечером, до темноты оставалось не более двух часов. Моденцы атаковали первыми, они ударили разрозненных и не готовых к битве болонцев. Столкновение было коротким, моденцы проигрывали в численности, но выигрывали в тактике. Кавалерия ударила во фланг болонцев, те побежали. Кавалерия гналась за отступающими болонцами до самой Болоньи. После кровопролитного сражения на поле боя осталось более 2000 человек. Несмотря на то, что число воинов, пришедших на битву со стороны Болоньи, в несколько раз превосходило силы противника, короткие и напряжённые военные действия завершились их страшным поражением и победой армии Модены.
Жители Модены пришли торжествовать победу к городским воротам противников, разрушив по дороге небольшие замки Креспеллано, Кастельфранко-Эмилия и другие, но они не входили в город, ограничиваясь тем, что оставались за его стенами и издевались над своими поверженными врагами, организовав своего рода средневековое спортивное мероприятие и празднуя «вечный позор Болоньи». По некоторым данным, жители и солдаты вернулись в Модену с ещё одним трофеем — вторым ведром, также украденным из колодца за городскими стенами.
После окончания войны обе стороны согласились на мир, и Модена в знак доброй воли вернула несколько объектов недвижимости, которые она ранее захватила на территориях, принадлежащих Болонье. Но ведро так и не было возвращено, с тех пор оно выставлено на всеобщее обозрение как реликвия в колокольне кафедрального собора в Модене. Экспонат снабжён табличкой, в которой говорится, что ведро находилось в городе до битвы и с тех пор хранится как трофей. Однако ведро, которое экспонируется сейчас, — лишь копия ведра, ставшего поводом к войне.

## Политическое противостояние и война из-за ведра в литературе
Самый известный конфликт в противостоянии гвельфов и гибеллинов — это вражда между вымышленными семьями Монтекки и Капулетти в шекспировской пьесе «Ромео и Джульетта».
Непосредственно к войне из-за дубового ведра имеет отношение сатирическая поэма «Похищенное ведро» (итал. La Secchia rapita), которая принесла известность её автору — итальянскому писателю Алессандро Тассони, изложившему историческое событие в вольном стиле и опубликовавшему своё произведение в 1615 году.
Основа сюжета — отказ Модены вернуть ведро и развязанная война за его возвращение. В ней участвуют различные воображаемые персонажи и даже олимпийские боги, которые выступают за тот или иной город. Война за похищенное ведро перемежается битвами, дуэлями и турнирами, изложенными в виде комических и бурлескных эпизодов. Центральный персонаж и главный герой, граф Куланья, в конце конфликта приходит к выводу, что даже если бы у Болоньи в то время в плену находился король Энцо, жители Модены всё равно держали бы в качестве залога ведро и не обменяли бы его на венценосного пленника.
Кроме описания исторической битвы, произведение было примечательно тем, что в нём чередовались драматические и комические сцены, а также осмеивались каноны рыцарского романа, представленного в жанре пародии. Оно стало образцом ироикомической поэмы, оказавшей наиболее значимое воздействие на развитие этого жанра в Европе. На сюжет этой поэмы по либретто Джованни Боккерини композитор Антонио Сальери создал оперу «Похищенная бадья» (итал. La secchia rapita), премьера которой прошла в 1772 году в венском Бургтеатре.
Чарльз Диккенс в своей книге итальянских очерков «Картины Италии» (англ. Pictures from Italy, 1846) писал, что, находясь в Модене, он осмотрел собор, где выставлено на всеобщее обозрение ведро, «которое бережно сохраняется в старой башне и которое ещё в XIV веке было отнято гражданами Модены у граждан Болоньи, что породило войну между ними, и, сверх того, героико-комическую поэму Тассони». Однако, к явному неодобрению смотрителя, Диккенс не стал осматривать это ведро: «Вполне удовлетворившись, однако, осмотром внешних стен башни и насытившись в своём воображении видом ведра, хранимого за этими стенами, и предпочитая побродить в тени высокой колокольни и возле собора, я так и не свёл личного знакомства с этим ведром и по настоящее время».